# Paolo Berizzi
Paolo Berizzi (Bèrgam, 11 d'agost de 1972) és un periodista i assagista italià, corresponsal del diari La Repubblica, on treballa des de l'any 2000. És conegut sobretot per les seves investigacions sobre el neofeixisme en què radiografia l'avenç del feixisme i les seves derivades fins a la Itàlia de Matteo Salvini. Després d'amenaces i intimidacions per aquest motiu, viu amb escorta de la policia des de l'1 de febrer de 2019.

## Trajectòria
Berizzi es va llicenciar en Filosofia a la Universitat de Milà. Va començar la seva activitat periodística als 17 anys, durant els seus estudis de batxillerat. L'any 2000 va començar a treballar a La Repubblica. Escriu sobre política i és autor de nombroses entrevistes i primícies que li han valgut premis a Itàlia i a l'estranger. Ha tractat, entre altres temes, la falsificació i la sofisticació alimentària, el treball irregular i la contractació il·legal, el terrorisme islamista, el crim organitzat i el narcotràfic.
És creador i impulsor, l'any 2013, del projecte «Tira Dritto - STOP cocaine», en col·laboració amb el Departament de Política de Drogues de la Presidència del Consell de Ministres, una campanya itinerant de prevenció i sensibilització endegada als emplaçaments del comerç de cocaïna. La iniciativa es basa en el format innovador del talkstreet, un debat públic al carrer que utilitza la paraula com a arma i que pretén tornar a la legalitat, simbòlicament, durant un dia, aquells racons de les àrees urbanes reductes dels capos de la droga. Nombroses persones del món de la cultura, l'art i l'esport s'han sumat al Tiradritto, entre ells Roberto Saviano, Roberto Bolle, Carlo Verdone, Kasia Smutniak, Ascanio Celestini i Pierfrancesco Favino.

## Obra publicada
- Il mio piede destro, con Dario Cresto-Dina, Milano, Dalai editore, 2005.
- Morte a 3 euro - nuovi schiavi nell’Italia del lavoro, Baldini Castoldi Dalai editore, 2008.
- Bande Nere, Bompiani, 2009.
- La Bamba, con Antonello Zappadu, Milano, Dalai editore, 2013.
- NazItalia, Milano, BaldiniCastoldi, 2018.
- L'educazione di un fascista, Milano, Feltrinelli, 2020.
- È gradita la camicia nera. Verona, la città laboratorio dell'estrema destra tra l'Italia e l'Europa, Milano, Rizzoli, 2021.